# 西野りんご
西野 りんご（にしの りんご、1978年3月17日 - ）は、日本の少女漫画家。女性。愛媛県四国中央市出身。血液型はA型。
「りぼんオリジナル」（集英社）1995年8月号にて『心配御無用!』でデビュー。第57回S・B賞を受賞。

## 関連書籍
- りぼん新人まんが家デビュー作集 11（全1巻、1996年6月19日発行、ISBN 9784088538662）
  - 『心配御無用!』他5編収録
- 彼女にとって宝物（全1巻、1997年10月20日発行、ISBN 9784088560441）
  - 併録：本日、晴天!、ピュアで行こう、はじめの一歩、心配御無用!（デビュー作）
- インスピレーション（全1巻、2000年2月20日発行、ISBN 9784088561929） 
  - 併録：ストーンの予告状、咲き乱れよ 乙女、おそばにいさせて

## 単行本未収録作品
- 月夜の晩は銀色もよう（りぼんオリジナル 1999年12月号）
- 姫と王子ふたり（りぼん 2000年春のびっくり大増刊号）
- おてなみ拝見!（りぼん 2001年 1月号）